# Gymnogryllus odonopetalus
Gymnogryllus odonopetalus är en insektsart som beskrevs av Xie, L. och Z. Zheng 2003. Gymnogryllus odonopetalus ingår i släktet Gymnogryllus och familjen syrsor. Inga underarter finns listade i Catalogue of Life.